# Суяска
Суяска — река в России, протекает по Верхнеуральскому и Уйскому районам Челябинской области. Устье реки находится в 28 км по правому берегу реки Кидыш у п. Петропавловка. Длина реки составляет 17 км.

## Данные водного реестра
По данным государственного водного реестра России относится к Иртышскому бассейновому округу, водохозяйственный участок реки — Тобол от истока до впадения реки Уй, без реки Увелька, речной подбассейн реки — Тобол. Речной бассейн реки — Иртыш.